# 拉濟 (沃洛韋齊區)
拉濟（烏克蘭語：Лази）是位於烏克蘭西部外喀爾巴阡州裏穆卡切沃區的村莊，始建於1946年，面積1.6平方公里，海拔高度544米，人口1,020，人口密度每平方公里642.01人。